# 10 kilomètres de Valence
 (janvier 2020).
Le 10 kilomètres de Valence est une épreuve de course à pied sur route de 10 kilomètres se déroulant deux fois par année, au mois de janvier et au mois de décembre, dans les rues de Valence, en Espagne. Lors de l'édition 2019, un record du monde a été battu.

## Palmarès

### Hommes
| Année | Vainqueur (janvier)               | Vainqueur (décembre)                | Meilleur athlète européen         |
| ----- | --------------------------------- | ----------------------------------- | --------------------------------- |
| 2016  | pas de résultat                   | Joseph Kiptum - 28 min 49 s         | Alejandro Codesal - 30 min 45 s   |
| 2017  | Nicholas Kosimbei - 27 min 52 s   | Jaoudad Chemlal - 28 min 43 s       | Roman Romanenko - 28 min 46 s     |
| 2018  | Tsehay Degu - 28 min 03 s         | Jonas Leanderson - 28 min 41 s      | Jonas Leanderson - 28 min 41 s    |
| 2019  | Chala Regasa - 27 min 23 s        | Joshua Cheptegei - 26 min 38 s (WR) | Hassan Chahdi - 28 min 38 s       |
| 2020  | Rhonex Kipruto - 26 min 24 s (WR) | ?                                   | Julien Wanders - 27 min 13 s (AR) |

### Femmes
| Année | Vainqueur (janvier)            | Vainqueur (décembre) | Meilleure athlète européenne    |
| ----- | ------------------------------ | -------------------- | ------------------------------- |
| 2020  | Sheila Chepkirui - 29 min 46 s | ?                    | Karolina Nadolska - 32 min 08 s |